# Бзиаури
Бзиаури (груз. ბზიაური) — село в Грузии, на территории Ткибульского муниципалитета края (мхаре) Имеретия.

## География
Село находится в западной части Грузии, на левом берегу реки Ткибулы, на расстоянии 4 километров к юго-западу от города Ткибули, административного центра муниципалитета. Абсолютная высота — 550 метров над уровнем моря.

## Население
По результатам официальной переписи населения 2014 года, в Бзиаури проживало 68 человек (37 мужчин и 31 женщина). В национальной структуре населения грузины составляли 100 %.
| Год  | Население, человек |
| ---- | ------------------ |
| 2002 | 91                 |
| 2014 | ↘ 68               |